# Toccateglispiel
Toccateglispiel (auch Tokkateglispiel) ist ein Brettspiel mit Würfeln und Damensteinen.

## Spielablauf
Das Toccateglispiel wird auf einem quadratischen Brett mit vierundzwanzig Feldern oder Pfeilern mit abwechselnden Farben (davon zwölf auf jeder Seite) gespielt.
Gewöhnlich findet man das Toccateglispielbrett mit dem Damenspielbrett vereinigt, indem dieses eine Art Kasten bildet, der voneinander geklappt werden kann, indem er in der Mitte von zwei Charnieren verbunden wird, also beide Teile hierdurch ein Ganzes ausmachen. In dieser Höhlung oder dem Kasten liegen nun die Damenspielsteine, die Schachfiguren und die Würfel, indem auf der oberen Seite des zugeklappten Kastens die Damenspielfelder sind, die auch zugleich zum Schachspiel dienen, und die innere Seite des Kastens oder Spielbrettes die Tokkateglispielfelder enthält. Auf der Rückseite des Brettes befindet sich in der Regel das Mühlenspiel, welches gleichfalls mit den Damenspielsteinen gespielt wird.
Dieses kastenförmig gebildete Brett, mit zwei getrennten und durch Gewinde verbundenen Teilen mit seiner Höhlung, vereinigt also vier Spiele. Bei dem Tokkateglispiel erhält ein Jeder der beiden Spielenden fünfzehn Steine, der Eine die schwarzen, der Andere die weißen. Außerdem gehören zum Spiel zwei Würfel und für jeden Spieler eine Marke.
Um den ersten Wurf wird durch die Spieler mit den Würfeln gelost; die meisten Augen entscheiden für den Anfang. Bevor das Spiel anfängt, setzt Jeder der beiden Spielenden seine fünfzehn Steine in zwei Haufen auf das erste Feld der rechten oder der linken Seite des Brettes. Jeder hat einen Becher, aus dem er würfelt. Die Augen oder Points der gefallenen Würfel werden gezählt, und nach der Zahl der Augen werden die Steine auf die Felder gesetzt. Man zählt nie von dem Feld, auf dem die zwei Haufen Steine stehen, oder von einem besetzt gewordenen Feld, sondern immer von dem nächsten.
Der Zweck des Spiels besteht darin, die fünfzehn Steine von Feld zu Feld so lange fortzusetzen, bis sie auf der Seite des Gegners das letzte Feld erreicht haben, und dann herausgekommen sind. Jeder Stein muss also dreiundzwanzig Felder zählen, ehe er herauskommt, ist dies geschehen, so hat derjenige, der seine Steine zuerst durchbringt, den Marsch gewonnen, und setzt dafür zwei Points an. Ist damit die Partie nicht aus, so bleiben die Marken stehen, und es entscheidet die folgende Partie. Was durch den Marsch über die Partie markiert ist, wird zur folgenden Partie angelegt, und der Spieler, welcher den Marsch gewonnen hat, wirft an.

## Bezeichnung der Doubletten
Beim Werfen ist zu bemerken, dass die ungleichen Zahlen, als Sechs Cinque, Quatuor Daus (4 und 2) einfache, zwei gleiche aber, als die beiden Sechsen, die beiden Dreien etc. Doubletten genannt werden. Jede Doublette hat noch ihren besonderen Namen. Die beiden Einser heißen Bezet oder Ambesas; die beiden Zweier Double Deux, die beiden Dreien – Ternes, die beiden Vieren – Carnes, die beiden Fünfen – Quines und die beiden Sechsen – Sonnes.

## Strategie
Nach den auf beiden gefallenen Würfeln stehenden Augen werden die Felder abgezählt, und mit zwei Steinen besetzt, welches auf eine zweifache Art geschehen kann: Entweder kann man nach den Augen der beiden Würfel zwei Felder besetzen oder die Points der beiden Würfel zusammenzählen oder verbinden und ein Feld mit einem Stein besetzen.
Man wirft z. B. 4 und 5, so kann man mit dem einen Stein das vierte und mit dem andern das fünfte Feld besetzen, oder man verbindet beide, und setzt mit einem Stein das neunte Feld des zweiten Brettes von dem, auf welchem der Stein gestanden hat. Das Letztere findet jedoch am Anfang des Spiels nicht statt, wenn man Sonnes (zwei Sechsen) oder Seß cinque wirft. In diesem Fall muss man zwei Steine abtragen, weil die Regeln des Spiels es nicht erlauben, einen Stein allein in seine Hucke oder in die Hucke des Gegners zu setzen. Auch steht es dem Spieler frei, bei jedem neuen Wurf neue Steine abzutragen, oder die bereits abgetragenen weiter zu setzen.
Anfangs ist es ratsam, so wie es die geworfenen Augen auf den Würfeln anzeigen, zwei Steine von den aufgetragenen Haufen auf die Felder zu setzen, welche die Zahl auf den Würfeln bestimmt, welches man Abtragen nennt, wodurch man den Vorteil erreicht, gleich anfangs Bände machen zu können, das heißt, zwei Steine auf ein Feld zu setzen. Man fängt auf dem ersten Brett an zu binden und geht darauf in das zweite Brett. Das letzte Eckfeld im zweiten Brette, heißt die Hucke oder die Ruhecke.
Der Marsch, Gang oder das Besetzen der Felder erlernt sich leicht, wenn man bemerkt, dass die gleiche Zahl stets von einem weißen Felde auf ein weißes, und die ungleiche Zahl von einem weißen auf ein schwarzes, und umgekehrt eben so, von dem schwarzen auf ein weißes Feld geht.
Die Spielmarke kann eine silberne oder kupferne Münze sein. Man setzt fest, ob die Partie beendet sein soll, nachdem man sechs- oder achtmal durchmarkiert hat. Das Markieren geschieht, wenn ich durch einen Wurf des Gegners Bloßen, das heißt, einen Stein des Gegners treffe, der einzeln steht. Man markiert dann Eins im Brett, das heißt, ich setze eine Marke an die Spitze des ersten Feldes im Brett. Treffe ich zum zweiten Mal einen Stein des Gegners, so rücke ich die Marke an die Spitze des zweiten Feldes, und immer um so viel weiter vorwärts, als ich einen einzelnen Stein des Gegners treffe. Bin ich so mit meiner Marke durch die zwei Bretter gekommen, und habe zwölf markiert, ohne dass mein Gegner mich geschlagen, oder mit seinen Steinen meinen Bloßen getroffen, und er also gar nichts markiert hat, so habe ich Quadrupel oder Matsch, oder vier Striche gewonnen; hat mein Gegner mich einmal oder zweimal getroffen, so markiere ich Triple oder drei Striche, hat er mich drei- bis sechsmal getroffen, so wird Double oder zwei Striche markiert, hat er mich aber siebenmal getroffen, welches man über dem Brett nennt, so wird nur simple oder einen Strich markiert. Das Markieren geschieht mit Kreide auf dem Brett.
Hat ein Spieler zwölf markiert, so hängt es von ihm als Gewinner ab, ob er das Spiel fortsetzen, oder ein neues Spiel anfangen will; im ersten Falle kann er diejenigen Points, die er mehr hatte, als er zum Ausmachen benötigt hat, aufs Neue markieren, welches man einen Rest haben nennt; im anderen Fall wird das Spiel wie gewöhnlich angefangen. Trifft man mit einer Doublette des Gegners Stein, so schiebt man die Marke um zwei weiter; trifft man den bloßen Stein des Gegners auch im zweiten Felde, so werden vier Points, und wenn zugleich ein Nachschlag stattfindet, das heißt, wenn sechs Felder hinter meinem Bande, welcher durch den Doublettenwurf geschlagen hat, auch noch ein Stein steht, so werden sechs Points angelegt.
Man kann mit dem Wurf, nach Willkür des Gegners Bloßen treffen, z. B. ich werfe 3, 4; treffe ich dadurch mit einer 3 oder einer 4, oder auch einer 7, so markiere ich bei einem einfachen Wurf 1, und bei Doubletten 2. In die Hucke kann mit einem Steine, wie schon bemerkt worden, nicht gegangen werden; man kann sie nicht anders, als mit zwei Steinen nehmen, und dieses muss entweder durch eine Doublette, oder mit zwei Steinen, welche passen, geschehen. Man kann auch die falsche Hucke nehmen, wenn nämlich der Gegner seine Hucke noch nicht hat, und man trifft mit dem Wurfe in seine Hucke, ohne die eigene zu haben, man nimmt dann die eigene, und rechnet zwei Points zurück. Hat man aber seine Hucke, ohne dass der Gegner die seinige hat, und man trifft Letztere mit dem eigenen Wurfe, so markiert man, so oft dieses geschieht, zwei. Das Schustern oder der kleine Jan oder das kleine Zumachen nennt man, wenn man im ersten Brett, worin sich das Spiel anfängt, sechs geschlossene Bände hat, und man markiert dafür zwei, und solches geschieht so lange, als man nicht aufmacht. Das zweite Brett des Gegners ist der große Jan, sein erstes Brett der Rückjan. Derjenige, der im zweiten Brette sechs geschlossene Bände hat, markiert dafür auch bei jedem Wurfe zwei, so lange, als er nicht aufbrechen muss, welches man Zumachen nennt.
In das zweite Feld des Gegners darf man seinen Stein nicht einzeln setzen, so lange er seine Force hat, das heißt, so lange er noch durch Setzung seiner Steine sechs geschlossene Bände machen kann. Wenn ich über sechs werfe, und einen Bloßen in des Gegners Felde finde, so ist es erlaubt, durch das offene Feld, wo sich einer von meinen Steinen durch den Wurf hätte hineinschlagen können, durchzugehen, insofern auf dem ersten Feld des Gegners kein Bloßer auf dem kombinierten Wurfe steht. Auch ist es vorteilhaft, die Steine des ersten Feldes, wenn man in seinem zweiten Felde zugemacht hat, so viel, als möglich, in das dritte Feld hinüber zu bringen, weil dann der Wurf sechs, und die Doublette dieses Wurfes nicht mehr gegeben werden kann. In diesem Fall wird die Force erhalten und länger zugehalten.
Es ist auch erlaubt, mit zwei Steinen gleichzeitig in des Gegners zweites Feld zu gehen, welches sehr wichtig ist, weil dadurch der Gegner an dem Zumachen verhindert wird. Ist ein Wurf ganz oder zum Teil nicht zu setzen, so markiert der Gegner dafür im ersten Fall zwei, im letzten eins.
Da man die Steine so setzt, bis man in des Gegners Feld, wo er angefangen hat, kommt, so nimmt man aus diesem Feld für denjenigen Wurf, den man nicht mehr geben kann, so viel Steine heraus. Man wirft z. B. sechs und hat nur fünf zu geben, so nimmt man einen Stein für die sechs heraus; hat man Beide nicht zu geben, so werden zwei herausgenommen.
Derjenige, der nun zuerst alle Steine herausgenommen, hat den Marsch gewonnen, und markiert zwei dafür, mit welchen er sich ausmarkieren kann, wenn er schon zehn markiert hat, und steht er auf elf, so hat er eins aufs Neue; wobei zu bemerken ist, dass, so lange der Gegner noch einen Band oder einzelnen Stein im ersten Feld hat, ich den Stein, welcher durch den Wurf getroffen wird, nicht herausnehmen darf. Der Gegner hat z. B. seinen Band noch auf dem ersten Platze, und man hat einen Band auf dem fünften Platze, so darf man, wenn man sechs und fünf wirft, nur die Sechs herausnehmen, für die Fünf legt der Gegner einen Point an, ist sein Stein aber nicht gedeckt, so markiert man gleichfalls einen Point; denn jeder einzelne Stein wird das ganze Spiel hindurch geschlagen, so oft er getroffen wird, er mag stehen in welchem Felde er wolle. Man muss eine Hucke nehmen, sobald sich eine günstige Gelegenheit darbietet, weil man, so lange man sie nicht hat, der Gefahr, geschlagen zu werden, sehr ausgesetzt ist, besonders wenn der Gegner seine Hucke, und viele Steine in seinem zweiten Brette oder den großen Jan hat, es mögen nun Bände oder Bloße sein. Daher ist es gut, einen oder zwei Steine auf dem fünften oder letzten des kleinen Jans, oder des ersten Brettes zu behalten, so lange man kann, damit man diese Hucke nehmen kann, wenn man sechs wirft.
Derjenige, welcher zuerst die Hucke nimmt, kann die des Gegners schlagen, und schlägt sie auch wirklich, wenn er in dem Brette seines großen Jans Steine hat und solche Augen wirft, dass der Eine und der Andere von seinen Steinen gerade in die Hucke des Gegners trifft. Dieser Wurf gilt durch simple zwei und durch Doubletten vier Points. Man kann aber die Hucke des Gegners mit einem oder zwei Einsen nicht schlagen, wofern man nicht mit einem oder zwei Steinen seine Hucke besetzt hat.
Hat man noch nicht seine Hucke, und auch der Gegner die seinige nicht, so kann man solche mit Gewalt nehmen, das heißt, wenn man sechs Einque wirft, und das Zählen derselben die Hucke des Gegners trifft, so nimmt man seine eigene dafür durch Cinque-Quatuor, oder auch Tres-Aß, wenn man Quatuor-Daus geworfen hat, und diese in des Gegenspielers Hucke kommen. Man darf dann aber nichts markieren, weil man seine eigene noch nicht gehabt hat, und die des Gegners nicht eher schlagen kann. Es ist auch nicht erlaubt, seine Hucke mit Gewalt zu nehmen, außer, wenn man keine Steine hat, wodurch man sie für sich wirklich und frei nehmen könnte. Da man nun seine Hucke nicht anders nehmen kann, als wenn man zwei Steine zugleich hineinsetzt, so kann man beide auch nicht anders, als zugleich wieder herausnehmen, um sie in das Brett des Gegners hinüber zu bringen, und daselbst den Rückjan zu machen; für jeden Stein, den man nicht setzen kann, verliert man zwei Points, welches beim Spielen leicht erlernt wird.
Man lernt niemals recht gut das Toccateglispiel, wenn man sich nicht angewöhnt, sobald man geworfen hat, herum zu sehen, ob man nicht des Gegners Hucke oder die seinige schlägt. Denn geschickte Spieler sehen in einem Augenblicke, was sie schlagen können. Wenn man hierin zu einiger Vollkommenheit gelangt ist, macht man keine Schule mehr, das heißt, man fällt nicht mehr in Strafe. Um die Würfe kennen zu lernen, welche für oder wider einen sind, muss man wissen, wie viel Verbindungen der beiden Würfel es gebe, damit man teils seinen Nachteil verhüten, teils seine Vorteile, indem man seine fortgerückten Steine von dem Gegner blind schlagen lässt, benutzen kann. Es gibt sechsunddreißig Verbindungen der beiden Würfel, nämlich einundzwanzig wirkliche und fünfzehn mögliche.
| Die wirklichen sind: | Die möglichen sind: |
| -------------------- | ------------------- |
| 1 - 1                | 2 - 1               |
| 1 - 2                | 3 - 1               |
| 1 - 3                | 4 - 1               |
| 1 - 4                | 5 - 1               |
| 1 - 5                | 6 - 1               |
| 1 - 6                |                     |
| 2 - 2                | 3 - 2               |
| 2 - 3                | 4 - 2               |
| 2 - 4                | 5 - 2               |
| 2 - 5                | 6 - 2               |
| 2 - 6                |                     |
| 3 - 3                | 4 - 3               |
| 3 - 4                | 5 - 3               |
| 3 - 5                | 6 - 3               |
| 3 - 6                |                     |
| 4 - 4                | 5 - 4               |
| 4 - 5                | 6 - 4               |
| 4 - 6                |                     |
| 5 - 5                | 6 - 5               |
| 5 - 6                |                     |
| 6 - 6                |                     |

Aus folgender Tabelle kann man die verschiedenen Fälle übersehen, die bei den Würfen Statt finden. Die obern Römischen Ziffern zeigen die Zahlen an, welche geworfen werden können. Unter jeder Zahl findet man, auf wie vielerlei Art dieses möglich ist. Z. B. die Zahl III. kann auf zweierlei Art geworfen werden, entweder, dass auf dem ersten Würfel 1, und auf dem andern 2 steht, oder umgekehrt, dass auf dem Ersten 2 und auf dem Andern 1 steht.
| II.  | III. | IV.  | V.   | VI.  | VII. | VIII. | IX.  | X.   | XI.  | XII. |
| ---- | ---- | ---- | ---- | ---- | ---- | ----- | ---- | ---- | ---- | ---- |
| 1.1. | 1.2. | 1.3. | 1.4. | 1.5. | 1.6. | 2.6.  | 3.6. | 4.6. | 5.6. | 6.6. |
|      | 2.1. | 3.1. | 4.1. | 5.1. | 6.1. | 6.2.  | 6.3. | 6.4. | 6.5. |      |
|      |      | 2.2. | 2.3. | 2.4. | 2.5. | 3.5.  | 4.5. | 5.5. |      |      |
|      |      |      | 3.2. | 4.2. | 5.2. | 5.3.  | 5.4. |      |      |      |
|      |      |      |      | 3.3. | 3.4. | 4.4.  |      |      |      |      |
|      |      |      |      |      | 4.3. |       |      |      |      |      |

Hieraus geht hervor:
1. dass 36 verschiedene Würfe möglich sind
2. dass die Zahl 7 wahrscheinlich am öftersten fallen wird; denn sie kann auf sechs verschiedene Arten geworfen werden, und daher ist die Wahrscheinlichkeit, dass 7 oder eine andere Zahl fallen wird, wie 6 zu 30, oder wie 1 zu 5
3. 2 und 12 haben die wenigste Wahrscheinlichkeit, weil jede nur auf eine Art fallen kann. Daher wird 7 sechsmal öfter kommen, als 2 oder 12
4. Gleiche Wahrscheinlichkeit haben 3 und 11, 4 und 10, 5 und 9, 6 und 8
5. Die Fälle, wo 6 oder 7 oder 8 kommen können, machen zusammen 16 aus; daher ist die Wahrscheinlichkeit, dass eine dieser Zahlen fällt, gegen die, dass eine andere fällt, wie 16 zu 20, oder wie 4 zu 5.

Ähnliche Berechnungen lassen sich auch da anstellen, wo mehr als zwei Würfel genommen werden. Weil die 7 die meisten Verbindungen hat, so ist es auch gewiss, dass sie am meisten fallen muss, daher ist es ratsam, den Stein zu binden, auf welchen die Zahl trifft, indem man von der Hucke des Gegenspielers an zählt, wenn man nur zwei Würfe, nämlich fünf Daus und Daus-Cinque zu fürchten, hingegen den Fall von vier andern Würfeln, nämlich sechs Aß, Aß Sechse, Quatuor-Tres und Tres-Quatuor zu hoffen hat. Man muss nicht denken, als wenn dieses nur zweierlei Würfe, und Aß Sechs mit sechs Aß, Quatuor-Tres mit Tres-Quatuor einerlei wären; denn der Würfel, welcher jetzt die Viere hat, kann in dem folgenden Wurf die Drei bringen, und derjenige, welcher jetzt die Drei gegeben, in dem folgenden die Vier haben.
Wenn man also gleich eben die Zahl wirft, so sind es doch nicht eben die Würfel, die solche hervorbringen. Die Doubletten kommen viel seltener vor, als die einfachen Würfe, weil sich solche nur einmal bei den Würfeln befinden, da die einfachen dagegen zwei-, drei-, vier- und fünfmal vorkommen, die möglichen Verbindungen mitbegriffen. Diese Regel beweist auch, dass die Sieben die mittelste Zahl von den Augen beider Würfel ist, ob diese gleich nicht mehr als zwölf hervorbringen können. Denn der höchste Wurf eines Würfels ist sechs, und der niedrigste des Andern eins, also hat man in einem Wurfe sieben, die fallen können, kehrt man nun dieses Verhältnis mit den Würfeln um, so können wieder sieben fallen, welches vierzehn macht. Daraus folgt, dass die mittlere Zahl von den Augen zweier Würfel sieben ist.
Um zu erkennen, wie viel Würfe man wider sich hat, muss man zehn an der Zahl setzen, auf welcher man Bloße hat, welche Regel lehrt, dass wenn man auf der Fünfe bloß steht, und recht zusammenfügt, man fünfzehn Würfe wider sich hat, so wie auf der Sechse sechzehn, auf der Viere vierzehn etc. Von den elf Augen, welche man mit zwei Würfeln werfen kann, können fünf mit einem allein und mit beiden zusammen geworfen werden; nämlich 6, 5, 4, 3 und 2; da hingegen 12, 11, 10, 9, 8 und 7 nur mit zweien gemacht werden können.

## Hauptregeln
Hauptregeln bei diesem Spiele sind:
1. Dass man, wenn man anfänglich Würfe unter sieben Augen macht, auf den kleinen Schuster gehe.
2. Wenn man über sieben Augen wirft, die Hucke zu erlangen sucht.
3. Dass man im zweiten Feld sechs geschlossene Bände zu machen sucht.
4. Dass man den Gegner verhindert zuzumachen, welches nur geschieht, wenn man in sein Feld mit zwei Steinen geben kann, oder dass man seine Force so viel als möglich konserviere.
5. Dass man suche beim Durchspielen nie des Gegners erstes Feld zuzumachen, oder sich so zu setzen, dass wenn man hohe Würfe macht, solche auch setzen kann.
6. Man muss so wenig bloße Steine setzen, als möglich, damit man nicht geschlagen werde, und sich hauptsächlich keinen Schlägen von Doubletten aussetze.
7. Dass man suche nicht eingesperrt zu werden, deshalb man auch mit seinen Steinen immer vorzurücken suchen muss.
8. Muss man suchen mit einem Bande so lange als möglich in dem ersten Felde, wo das Spiel anfängt, zu bleiben, wodurch dem Gegner das Zumachen in seinem Felde verhindert wird.
9. Beim Herausnehmen muss immer das Höchste erst gegeben werden.
10. Muss man sich enthalten mit den schon abgetragenen Steinen sechs zu setzen, so lange man kann, damit man dadurch entweder zumache, oder die Hucke nehmen könne.
11. Man muss nicht versuchen den kleinen Jan zu machen, als bis man ihn im Anfange durch seine Würfe machen kann; zwei oder drei Würfe mit Assen, Däusern und Dreien geben den Ausschlag dazu, und hält sich der Gegenspieler dabei auf, dass er den kleinen Jan machen will, so muss man mit seinem Spiel vorrücken, alles mit einem Steine hintereinander geben, und seine Steine in dem Brett des großen Jans ausbreiten, damit man desto eher die Hucke nehmen, und des Andern seine nebst seinen bloßen Steinen schlagen könne.
12. Muss man vor allem den siebenten Band machen, welcher der Teufelshand ist, und wenn man unter mehreren die Wahl hat, diejenigen, die hintereinander folgen, vorziehen.
13. Muss man fleißig die Würfe bemerken, die dem Gegenspieler am meisten zuwider sind, sich auf solche Zahlen bloß geben, vornehmlich, wenn er nur einen Wurf für sich, und zwei dawider hat.
14. Wenn der große Jan des Gegenspielers gemacht worden, und sein Spiel zusammengerückt ist, so muss man sich merken, welche Zahl er nicht würde setzen können, ohne aufzubrechen, als alle Sechs, Sechs-Einque, alle Fünf oder Fünf-Quatuor etc. Man muss dann die Steine von den Feldern wegnehmen, auf welche diese Zahlen treffen, wodurch man ihn aufzubrechen nötigt, und seine Steine in das Brett unsers kleinen Jans geben zu lassen.
15. Ist das Spiel des Gegners schlecht, und fehlen ihm nur noch zwei Points, so ist es gut, dass man sich decke, damit er nicht schlage; denn wenn er schlägt, so markiert er die Partie mit einem oder zwei, und geht ab. Um den großen Jan desto länger zu halten, muss man seine Steine, so viel man kann, auf das erste Feld seines Brettes bringen, damit man keine Sechs zu setzen habe; denn wenn man eine wirft, so hält man zu, indem man sie nicht geben kann, und der Gegner markiert nur einen Point für jeden Stein, den man nicht setzt.
16. Enfilade nennt man, wenn Einem die Würfel ganz zuwider sind, und man nicht zumachen kann. Ereignet sich dieses Unglück, und man hat noch einen oder zwei Bände zu machen, so muss man Steine auf diese leeren Felder setzen, wodurch man dem Gegenspieler den Pass versperrt, und wenn sein Spiel weit vorgerückt ist, so nötigt man ihn auszutreten, nachdem er die Points markiert hat, die er für sein Zuhalten, und weil er geschlagen, gewonnen hat.
17. Wenn der Gegner schon zumacht, und man hat noch nicht seine Hucke, so muss man sie nehmen, wenn man auch gleich Bloße geben sollte.
18. Man muss, wenn man in den Rückjan geht, Acht haben, dass man aus der Hucke gehe, wenn man bald zumachen will, und vornehmlich, wenn der Gegner nur noch zwei Bände in dem Brette seines großen Jans hat, weil man sonst genötigt sein würde, seine Steine zu verlaufen, wenn man einen oder zwei Aß würfe, und die Rückbände nicht zu Stande bringen oder zumachen können.